# Jongrak Pakdee
Jongrak Pakdee (thailändisch จงรักษ์ ภักดี; * 31. Oktober 1991 in Phitsanulok) ist ein thailändischer Fußballspieler.

## Karriere
Jongrak Pakdee erlernte das Fußballspielen in der Schulmannschaft der Ratwinit Bangkaeo School in Samut Prakan. Seinen ersten Profivertrag unterschrieb er 2011 bei Bangkok Glass. Der Club aus Pathum Thani spielte in der ersten Liga, der Thai Premier League. Die Rückserie 2011 wurde er an den Zweitligisten Phuket FC nach Phuket ausgeliehen. 2013 unterschrieb er in Bangkok einen Vertrag beim Bangkok FC. Mit dem Club spielte er in der zweiten Liga, der Thai Premier League Division 1. Die Saison 2015 spielte er beim Ligakonkurrenten Songkhla United FC in Songkhla. Der Erstligist Nakhon Ratchasima FC aus Korat nahm ihn 2016 unter Vertrag. Hier absolvierte er in der Hinserie drei Erstligaspiele. Nach der Hinserie wechselte er bis Ende 2017 auf Leihbasis nach Krabi zum Zweitligisten Krabi FC. Nach Ende des Leihvertrags wurde er 2018 von Krabi fest verpflichtet. 2019 ging er wieder nach Bangkok. Hier schloss er sich dem Zweitligaaufsteiger MOF Customs United FC an. Nach einem Jahr verließ er Customs und ging zum Ligakonkurrenten Lampang FC nach Lampang. Für Lampang bestritt er 13 Ligaspiele. Nach der Saison wurde sein Vertrag nicht verlängert. Von Juli 2021 bis Dezember 2021 war er vertrags- und vereinslos. Am 4. Januar 2021 nahm ihn der Zweitligist Udon Thaini FC für den Rest der Saison unter Vertrag. Für Udon bestritt er 16 Ligaspiele. Ende August 2022 unterzeichnete er einen Vertrag beim Drittligisten Samut Songkhram FC. Mit dem Verein aus Samut Songkhram spielte er 22-mal in der Western Region der Liga. Wo er die Saison 2023/24 unter Vertrag stand, ist unbekannt. Im Sommer 2024 nahm ihn der in der Eastern Region spielenden Drittligist Pluakdaeng United FC aus Rayong unter Vertrag.